# Perryton (Teksas)
Perryton – miasto w Stanach Zjednoczonych, w stanie Teksas, w hrabstwie Ochiltree. Według spisu w 2020 roku liczy 8492 mieszkańców. 
15 czerwca 2023 r. przez miasto przeszło tornado o sile EF3, w którym 3 osoby zginęły i ponad 100 zostało rannymi.  